# Autobahn 7 (Belgien)
Die belgische Autobahn 7, französisch Autoroute 7, niederländisch Autosnelweg 7 genannt, verbindet Brüssel vorbei an Mons mit der französischen Grenze bei Hensies. Ihre Gesamtlänge beträgt zirka 60 km. Sie ist Teil der Europastraße 19.

## Verlauf

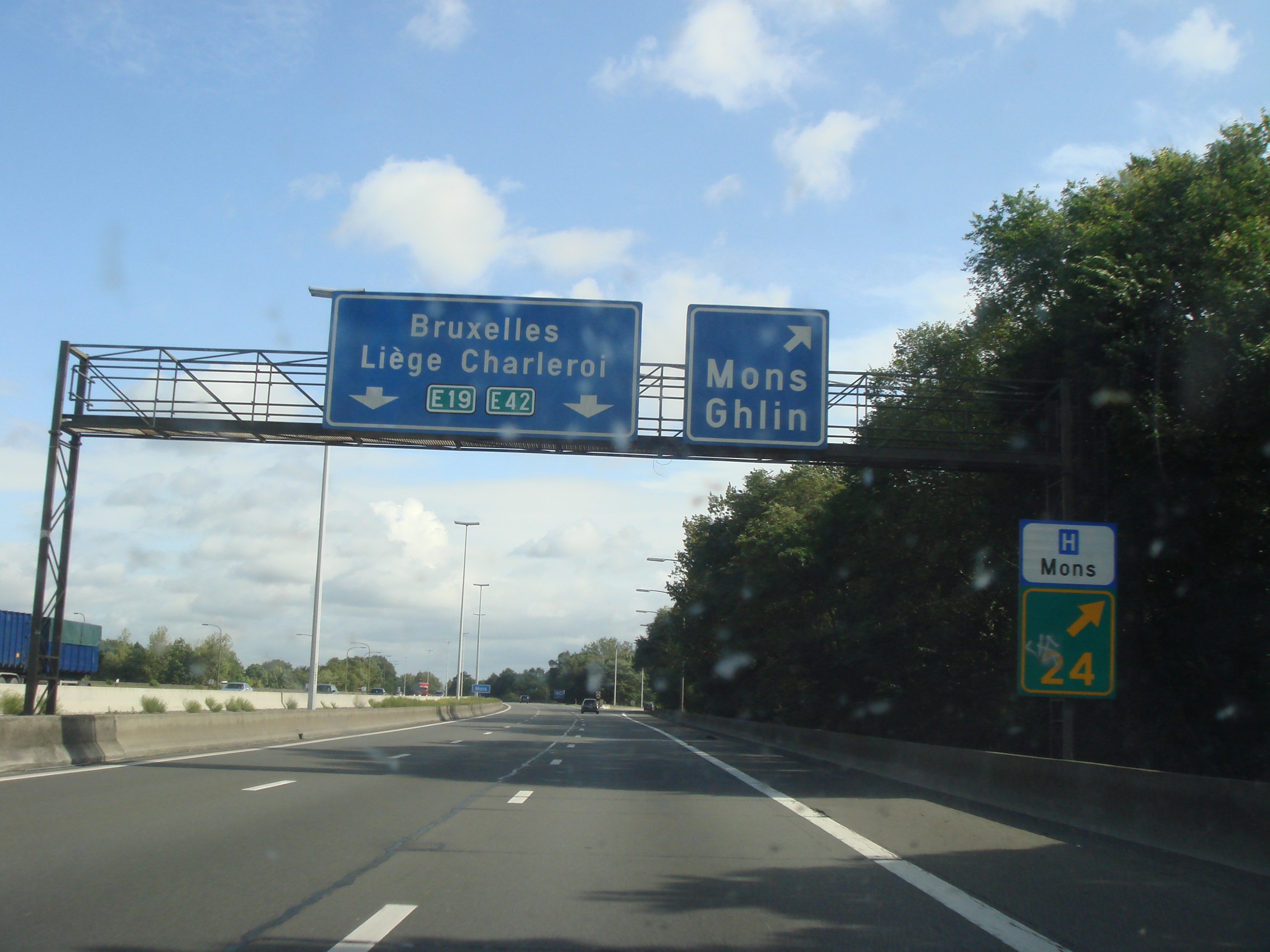
A7 bei Mons Richtung Brüssel

Die Autobahn entspringt am südlichen Ende des Autobahnringes von Brüssel (R0) am Échangeur de Haut-Ittre. Vorbei an Nivelles, Le Roeulx, Jemappes und Saint-Ghislain verläuft die Autobahn durch die belgischen Provinzen Wallonisch-Brabant und Hennegau. Sie endet am Grenzübergang Mons, wo sie in die französische Autoroute A2 übergeht. Sie verläuft weiter nach Combles.
Im kompletten Bereich von Haut-Ittre bis zur Grenze verläuft die A7 identisch mit der Europastraße 19. Anschließend verläuft die E19 weiter identisch mit dem R0 und der A1, bzw. in Frankreich mit der A2 und der A1 in Richtung Paris.

## Bilder

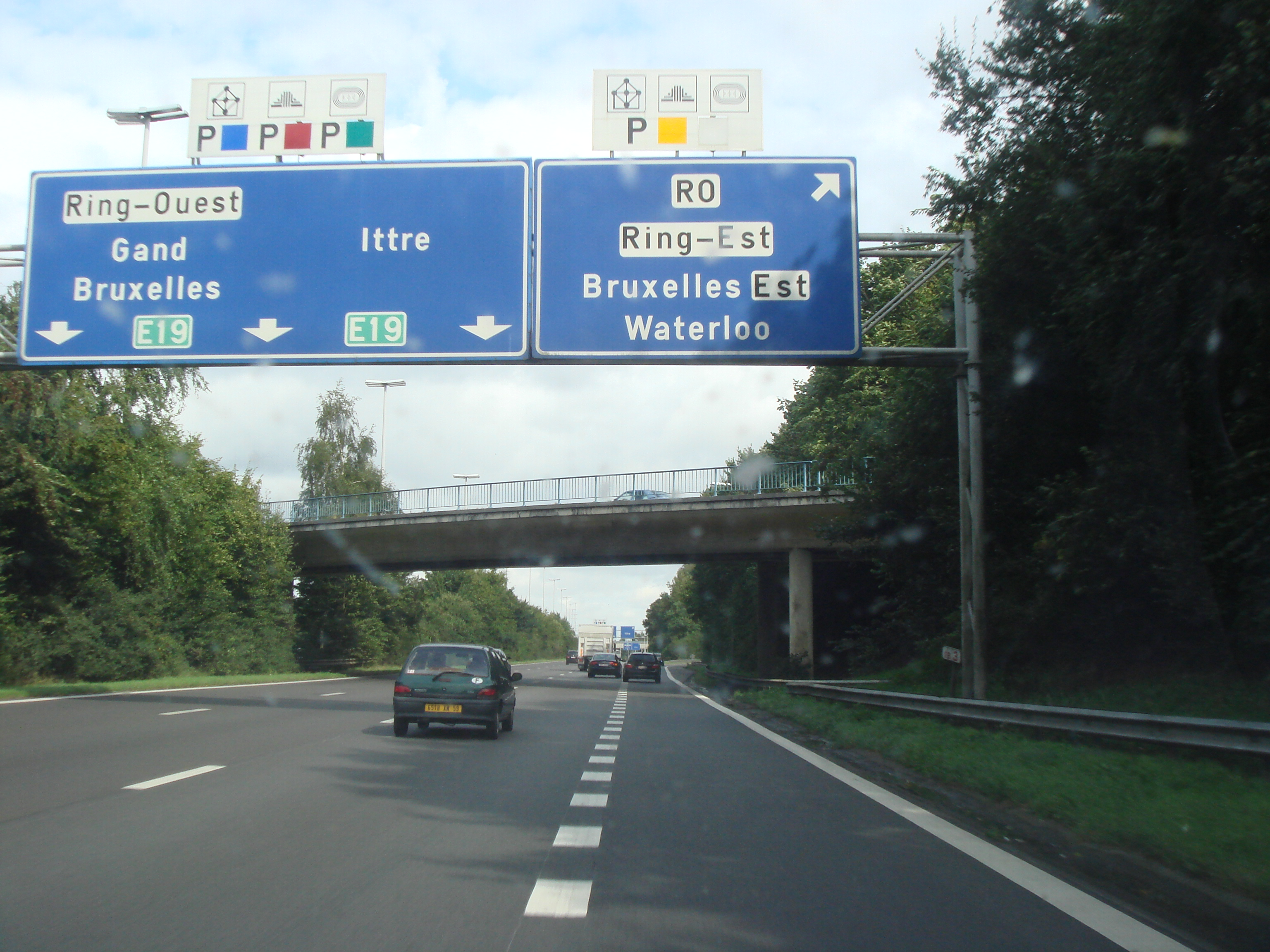
Beginn/Ende der A7 am Brüsseler Ring
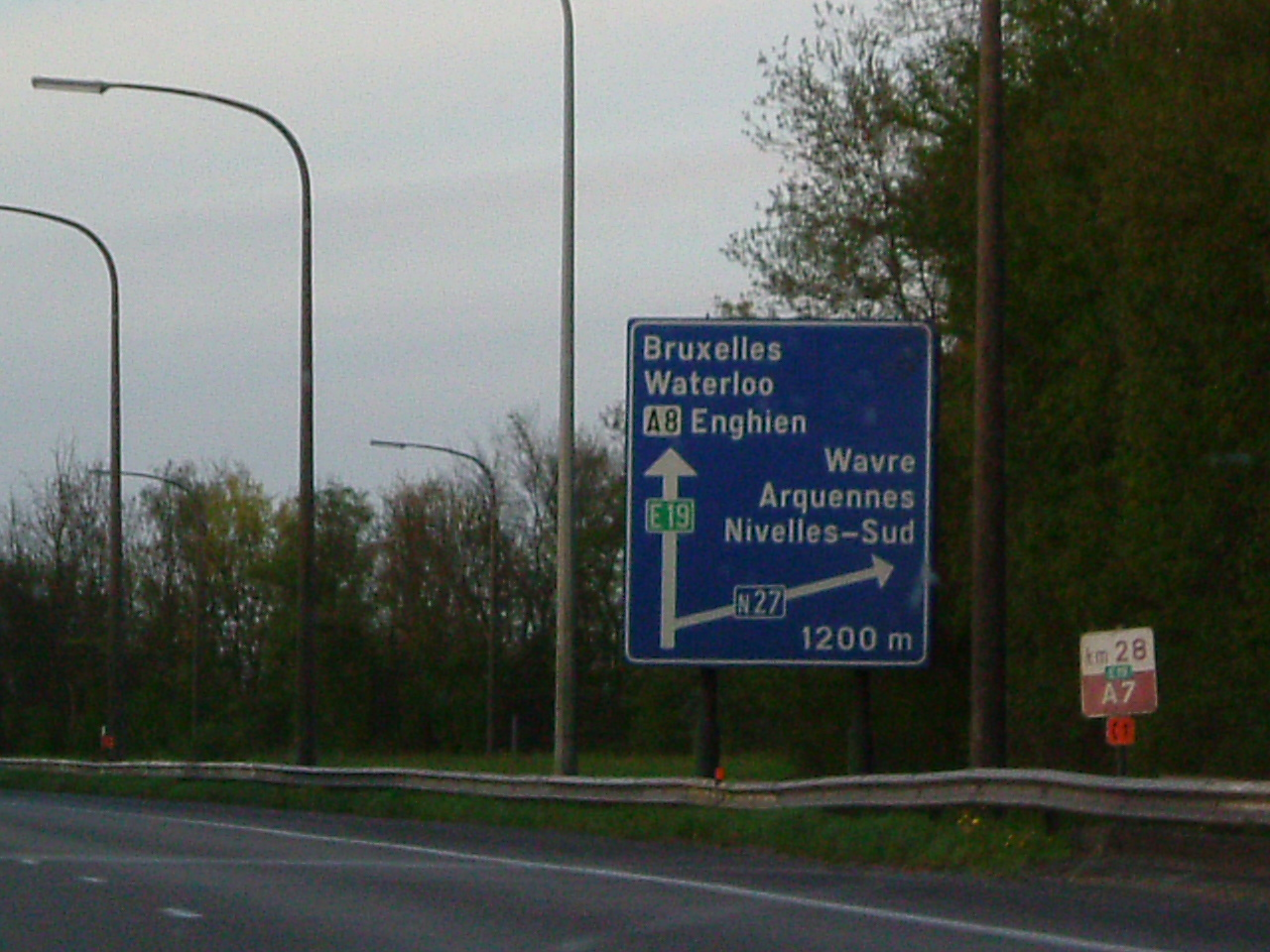
A7 bzw. E19 Richtung Brüssel
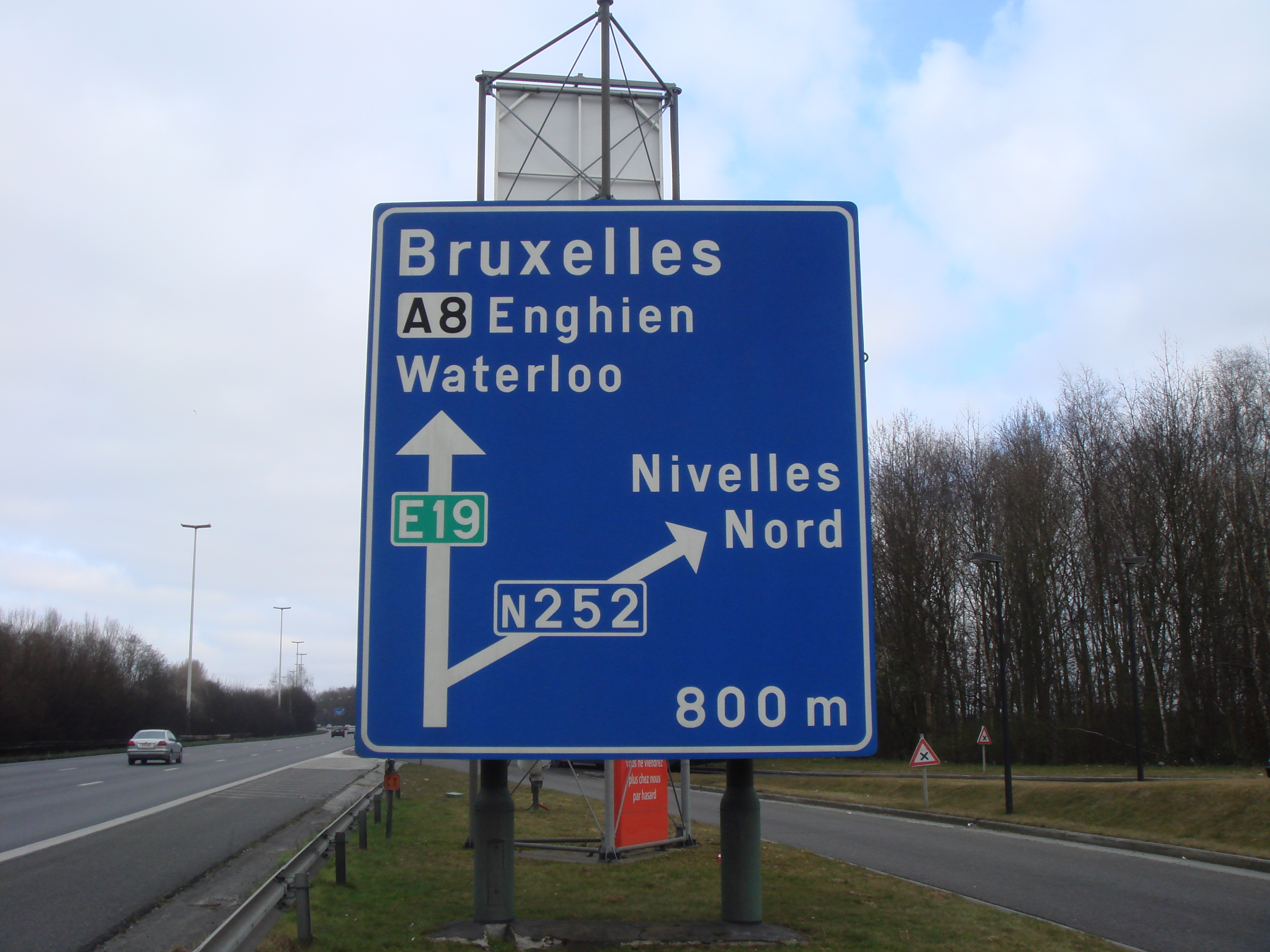
Beschilderung der E19
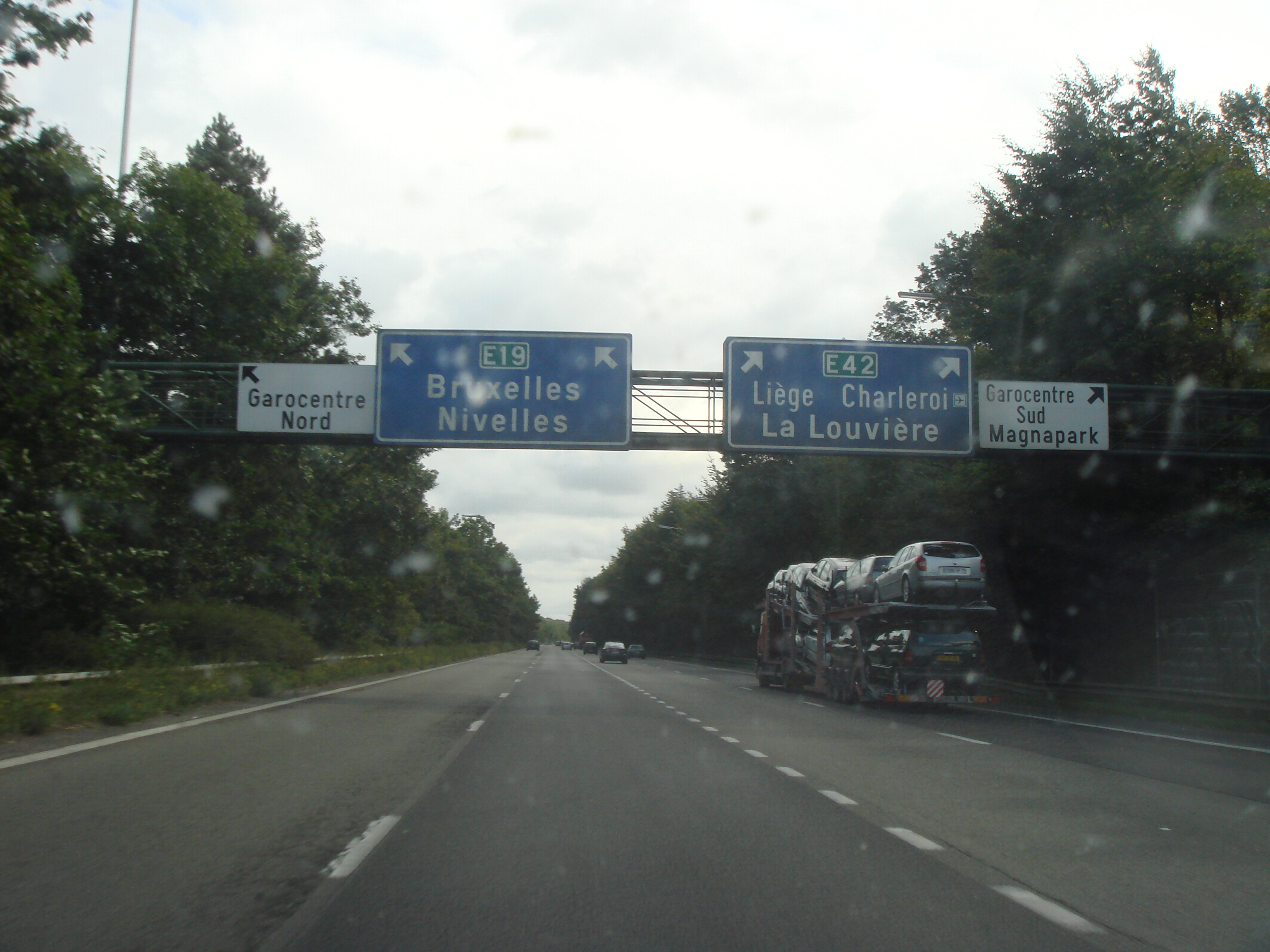
Autobahnkreuz Houdeng-Goegnies:Abzweig der A7 und der A15